# Multicentro - Torre B
La Torre B del Multicentro es un edificio que forma parte del complejo Multicentro en la ciudad de La Paz, Bolivia. Inaugurado en 1995, cuenta con 29 pisos y una altura de 110 m, lo que lo convirtió alguna vez en el edificio más alto de La Paz y Bolivia.
El edificio es parte de un complejo de tres torres (A, B y C) que hacen un total de 40,615 m². Su estructura es de hormigón armado, con una distintiva cubierta acristalada en su fachada frontal.
El Multicentro alberga centros empresariales importantes, dentro del establecimiento se dieron encuentros de talla mundial; así mismo, en sus instalaciones alberga la embajada de Brasil en Bolivia. El Multicentro es catalogado como una joya arquitectónica por diferentes revistas internacionales como "Cahiers de la Recherche architectural et urbaine", y críticos reconocidos como Antoine Predock han elogiado la mano de sus creadores adelantados a su época. Las Torres del Multicentro han dejado su huella internacionalmente, entrando en el top de las mejores edificaciones latinoamericanas de los años 90s. 
Se encuentra ubicado en la avenida Arce esquina Rosendo Gutiérrez en el barrio de San Jorge, unas de las zonas más desarrolladas de la ciudad de La Paz, ocupada principalmente por hoteles, oficinas de instituciones públicas y sedes de la mayoría de las embajadas y legaciones diplomáticas en el país. 
Su construcción comenzó en 1990 y finalizó en 1995, convirtiéndose en el edificio más alto de La Paz hasta el año 2009, cuando se inauguró el Condominio La Casona de 27 pisos y 127 m de altura.

## Galería

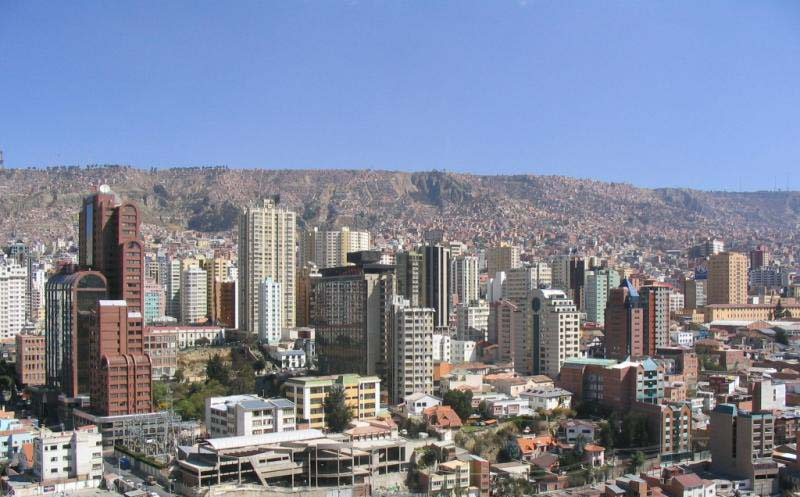
En el skyline de La Paz (2006)
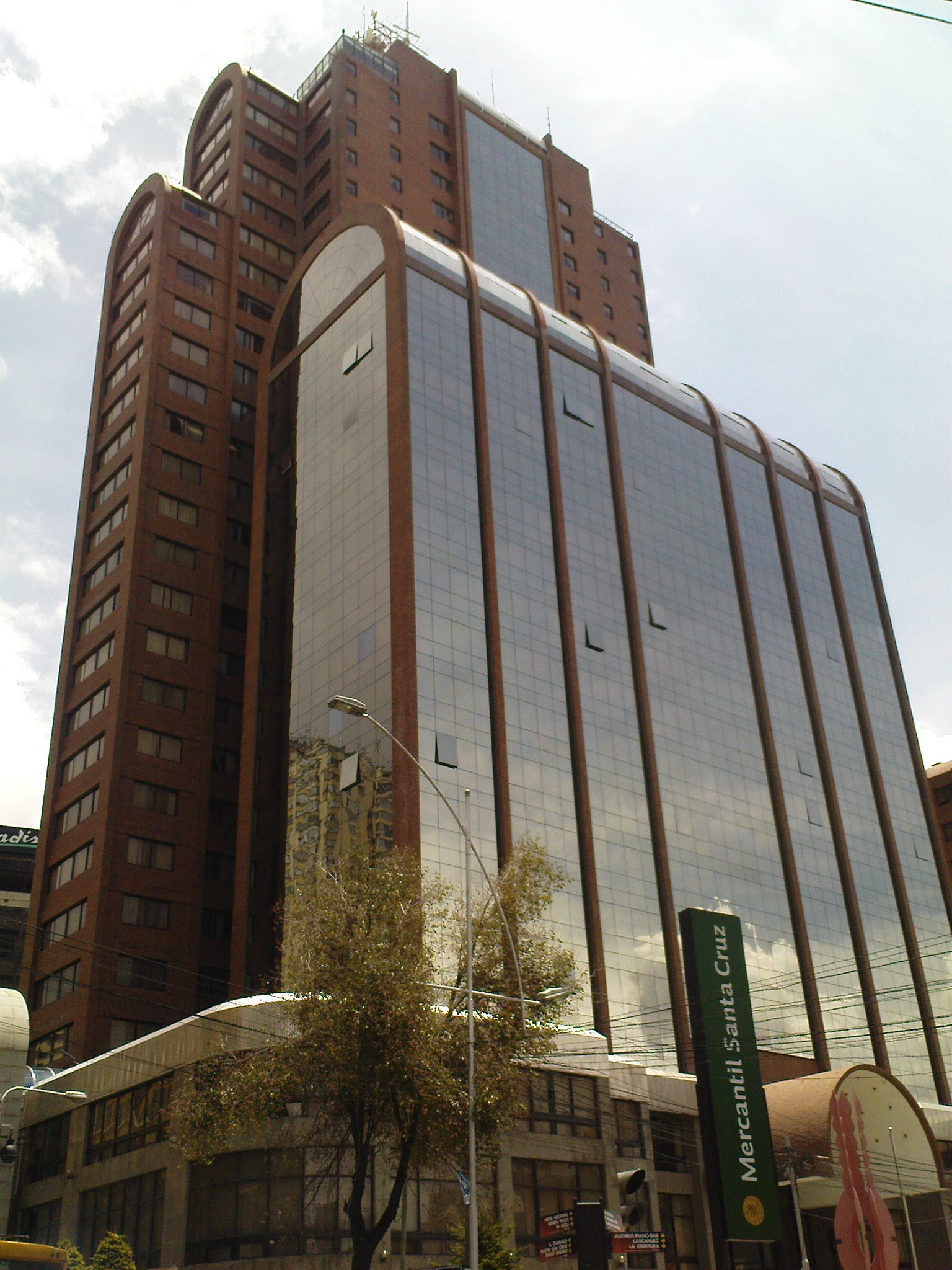
Vista desde la calle (2021)